# Atheta olaae
Atheta olaae är en skalbaggsart som beskrevs av Sharp 1908. Atheta olaae ingår i släktet Atheta och familjen kortvingar. Inga underarter finns listade i Catalogue of Life.